# قاع الهامور
قاع الهامور (بالإنجليزية: Bikini Bottom)‏ هي مدينة خيالية والمكان الرئيسي أو المدينة الرئيسية التي تدور بها أحدث مسلسل الرسوم المتحركة الشهير سبونج بوب سكوير بانتس وموقعها يقع أسفل جزر الشعاب المرجانية حلقية بيكيني، معظم سكان قاع الهامور من الأسماك مختلفة الألوان ومبانيهم تكون إما من ممرات وبقايا السفن أو تكون نباتات بحرية أو مرجانية أو أبراج مبنية من حجر المحيط ويستخدمون قوارب ذات عجلات تشبه السيارات من حيث التحكم بها وطريقة سيرها كوسيلة للنقل، أهم المواقع في قاع الهامور هي مطعم مقرمشات سلطع ومطعم دلو الصداقة ومدرسة مدام نفيخة لتعلم قيادة القوارب وغيرها.